# Witali Witaljewitsch Gluschtschenko
Witali Witaljewitsch Gluschtschenko (russisch Виталий Витальевич Глущенко, wiss. Transliteration Vitalij Vital'evič Gluščenko; * 14. März 1977) ist ein ehemaliger russischer Freestyle-Skier. Er startete in den Buckelpisten-Disziplinen Moguls und Dual Moguls und nahm an jeweils drei Olympischen Winterspielen sowie Freestyle-Skiing-Weltmeisterschaften teil.

## Werdegang
Gluschtschenko nahm im Januar 1996 in Garmisch-Partenkirchen erstmals am Europacup und zu Beginn der Saison 1997/98 in Tignes erstmals am Freestyle-Skiing-Weltcup teil, wobei er den 42. Platz im Moguls sowie den 33. Rang im Dual Moguls errang. Bei den Olympischen Winterspielen 1998 in Nagano kam er auf den 32. Platz im Moguls. In der Saison 2000/01 erreichte er mit Platz vier im Moguls in Tignes seine erste Top-Zehn-Platzierung im Weltcup und zum Saisonende den 17. Platz im Moguls-Weltcup. Beim Saisonhöhepunkt, den Weltmeisterschaften 2001 in Whistler, belegte er den 13. Platz im Moguls und den neunten Rang im Dual Moguls. Im folgenden Jahr errang er bei den Olympischen Winterspielen in Salt Lake City den 17. Platz im Moguls. In der Saison 2002/03 kam er im Weltcup dreimal unter den ersten Zehn. Dabei erreichte er mit Platz drei in Inawashiro seine beste Platzierung und zum Saisonende mit dem 23. Platz im Gesamtweltcup sowie den 11. Platz im Moguls-Weltcup seine besten Gesamtergebnisse. Bei den Weltmeisterschaften 2003 in Deer Valley belegte er den 19. Platz im Moguls und den neunten Rang im Dual Moguls. 
In der Saison 2003/04 kam Gluschtschenko mit vier Top-Zehn-Platzierungen auf den 15. Platz im Moguls-Weltcup und in der Saison 2004/05 mit zwei Top-Zehn-Platzierungen auf den 18. Rang im Moguls-Weltcup. Zudem holte er im März 2005 im Dual Moguls in Krasnoe Ozero seinen ersten Sieg im Europacup und wurde bei den Weltmeisterschaften 2005 in Ruka Elfter im Moguls sowie Neunter im Dual Moguls. In der Saison 2005/06 siegte er im Moguls in Krasnoe Ozero erneut im Europacup und absolvierte in Jisan seinen 62. und damit letzten Weltcup, welchen er auf dem achten Platz im Moguls beendete. Beim Saisonhöhepunkt, den Olympischen Winterspielen 2006 in Turin, kam auf den 35. Platz im Moguls.

## Erfolge

### Olympische Spiele
- 1998 Nagano: 32. Platz Moguls
- 2002 Salt Lake City: 17. Platz Moguls
- 2006 Turin: 35. Platz Moguls

### Weltmeisterschaften
- 2001 Whistler: 9. Platz Dual Moguls, 13. Platz Moguls
- 2003 Deer Valley: 9. Platz Dual Moguls, 19. Platz Moguls
- 2005 Ruka: 9. Platz Dual Moguls, 11. Platz Moguls

### Weltcupwertungen
| Saison    | Gesamt | Gesamt | Moguls | Moguls |
| Saison    | Platz  | Punkte | Platz  | Punkte |
| --------- | ------ | ------ | ------ | ------ |
| 1999/2000 | 85.    | 2      | 50.    | 8      |
| 2000/01   | 35.    | 43     | 17.    | 172    |
| 2001/02   | 58.    | 21     | 30.    | 128    |
| 2002/03   | 23.    | 65     | 11.    | 452    |
| 2003/04   | 51.    | 18     | 15.    | 250    |
| 2004/05   | 57.    | 13     | 18.    | 139    |
| 2005/06   | 95.    | 8      | 28.    | 83     |

### Europacup
- 7 Podestplätze, davon 2 Siege